# Бадяги
Бадя́ги (устар. «бодя́ги», лат. Spongillidae) — семейство пресноводных губок из класса обыкновенных (Demospongiae).

## Строение и образ жизни
Встречаются на подводных предметах в виде неправильных или древовидных обрастаний до 1 м в длину. В водоёмах выполняют роль организма-фильтратора: губка высотой в 7 см за сутки процеживает более 20 литров воды. Живые бадяги имеют зелёный, желтоватый, грязно-белый или коричневый цвет; окраску им придают частицы грунта и/или симбиотические водоросли, содержащиеся в скелете. Скелет бадяг построен из спикул — микроскопических игл, состоящих из биогенного кремнезёма и белка спонгина.
Размножаются половым путём, а также почкованием. В умеренном поясе бадяги к зиме отмирают, образуя большое число зимних почек (геммул) — шаровидных телец менее 1 мм в диаметре, одетых прочной защитной оболочкой. Весной из геммул развиваются молодые губки.

## Прикладное значение
Бадяги могут приносить вред, поселяясь в водопроводных трубах и засоряя их.

## Применение
Порошок из сухой бадяги — средство для растирания, используемое при ревматических и других болях. Также мази из бадяги полезны для устранения гематом.
В старину женщины натирали щёки порошком из сушёной бадяги для создания румянца.
Благодаря своей дешевизне порошок бадяги пользовался популярностью среди актёров, которые также использовали его с той же целью. Возможно, оттуда и пошло выражение «разводить бодягу» — это своего рода игра слов: «разводить [водой] притирание» и попутно с этим «разводить пустые разговоры, балагурить и шутить».

## Рода
- Anheteromeyenia
- Corvoheteromeyenia
- Corvospongilla
- Dosilia
- Duosclera
- Ephydatia — Эфидеции
- Eunapius
- Heteromeyenia
- Heterorotula
- Meyenia
- Nudospongilla
- Pachyrotula
- Pectispongilla
- Racekiela[англ.]
- Radiospongilla
- Sanidastra
- Saturnospongilla
- Spongilla — Бадяги[англ.]
- Stratospongilla
- Trochospongilla
- Umborotula
- Uruguayella